# Сајмон Данијели
Сајмон Данијели (енгл. Simon Danielli; 8. септембар 1979) бивши је шкотски рагбиста. Рођен у Единбургу, италијанског порекла, студирао је филозофију и теологију на Оксфорду. Висок 188 цм, тежак 102 кг, у професионалној каријери играо је за Бристол рагби 1999–2001. (1 утакмица), Бат 2001–2004. (60 утакмица, 85 поена), Бордер Риверс рагби 2004–2007. (46 утакмица, 80 поена), Алстер рагби 2007–2012. (78 утакмица, 130 поена). Дебитовао је за репрезентацију Шкотске у тест мечу против Италије 2003. Одиграо је 4 утакмице на светском првенству 2003. и 2 утакмице на светском првенству 2011. За репрезентацију Шкотске је одиграо 32 утакмице и постигао 40 поена. Због повреде леђа престао је да игра рагби 10. маја 2012.